# آندرا
آندرا (به اسپانیایی: Andorra, Teruel) یک شهرستان در اسپانیا است که در استان تروئل واقع شده‌است.

## خصوصیات
آندرا ۱۴۱٫۳ کیلومترمربع مساحت و ۸٬۳۲۴ نفر جمعیت دارد و ۷۱۴ متر بالاتر از سطح دریا واقع شده‌است.